# Goudveerdegem
Goudveerdegem is een gehucht van Schepdaal (deelgemeente van Dilbeek). De plaats was voor 1827 een gehucht van Zierbeek, genoemd naar de gelijknamige waterloop die het dorp bevloeide, en maakte deel uit van Sint-Martens-Lennik.
Goudveerdegem werd doormidden gesneden bij de aanleg van Ninoofsesteenweg. Dit blijkt overduidelijk bij de vergelijking van de toestand in 1777 (Ferrariskaart) met de toestand in 1845 (Atlas der Buurtwegen).